# Francisco Gento
Francisco Gento López, zwany Paco (ur. 21 października 1933 w Guarnizo, Santander, zm. 18 stycznia 2022) – hiszpański piłkarz.
Występował na pozycji napastnika i lewoskrzydłowego, w latach 1955–1969 reprezentant Hiszpanii w piłce nożnej. W 2016 został honorowym prezydentem Realu Madryt.

## Kariera klubowa

### Początki
Przygodę z piłką rozpoczął w małym, całkowicie amatorskim klubiku SD Nueva Montaña, z którego przeszedł do Unión Club de El Astillero, następnie do Rayo Cantabria i do Racingu Santander. Tam grał przez jeden sezon, 1952/1953, po którym trafił do Realu Madryt. 
Niewielki wzrostem, bardzo szybki piłkarz stał się jedną z największych, obok Alfredo Di Stéfano i Ferenca Puskása, gwiazd ówczesnej drużyny Realu Madryt, z którą zdobył 24 trofea, z których najważniejsze to 12 Mistrzostw Hiszpanii i, co jest rekordem świata, 6 Pucharów Mistrzów w latach 1956–1966. Gento dwukrotnie (w latach 1962 i 1964) zagrał także w przegranych przez Real Madryt meczach finałowych Pucharu Mistrzów, a łącznie wystąpił w 88 spotkaniach w ramach tych rozgrywek, zdobywając w nich 30 bramek. W lidze hiszpańskiej zagrał 437 meczów, w których zdobył 128 goli.
W reprezentacji Hiszpanii zadebiutował 15 maja 1955 roku w meczu przeciwko reprezentacji Anglii w Madrycie. Mecz zakończył się wynikiem 1:1. Pierwszego gola w kadrze strzelił 14 października 1959 na Santiago Bernabeu w spotkaniu el. Euro 1960 przeciwko Polsce. Łącznie w reprezentacji zagrał 43 razy, strzelił 5 goli. Piłkarską karierę zakończył w 1971. 

## Sukcesy

### Real Madryt
- Mistrzostwo Hiszpanii: 1953/54, 1954/55, 1956/57, 1957/58, 1960/61, 1961/62, 1962/63, 1963/64, 1964/65, 1966/67, 1967/68, 1968/69
- Puchar Króla: 1961/62, 1969/70
- Puchar Europy: 1955/56, 1956/57, 1957/58, 1958/59, 1959/60, 1965/66
- Puchar Interkontynentalny: 1960
- Mały Puchar Świata: 1956
- Puchar Łaciński: 1955, 1957

### Rekordy
- Najwięcej wygranych mistrzostw Hiszpanii: 12[6]
- Najwięcej wygranych Pucharów Europy: 6[7]
- Najwięcej występów w finałach Pucharu Europy/Ligi Mistrzów: 8 (tyle samo co Paolo Maldini)[8]